# Llista de monuments d'Artà
Llista de monuments d'Artà catalogats pel consell insular de Mallorca com a Béns d'Interès Cultural en la categoria de monuments pel seu interès històric, artístic, arquitectònic, arqueològic, històric-industrial, etnològic, social, científic o tècnic.
| Monument                                                                      | Tipus                | Localització              | Coordenades                                            | Codi?         | Imatge |
| ----------------------------------------------------------------------------- | -------------------- | ------------------------- | ------------------------------------------------------ | ------------- | --- |
| Ermita de Bellpuig                                                            | Edif. religiosos     | Artà                      | 39° 40′ 40″ N, 3° 20′ 32″ E / 39.677892°N,3.342193°E   | RI-51-0011117 | Ermita de Bellpuig (Artà) · Vegeu més fotos d'aquest monument · Carregueu una nova foto d'aquest monument                                        |
| Creu del camí de Son Servera                                                  | Creus de terme       | Artà Camí de Son Servera  | 39° 41′ 22″ N, 3° 21′ 44″ E / 39.689485°N,3.362328°E   | RI-51-0010253 | Creu del camí de Son Servera (Artà) · Vegeu més fotos d'aquest monument · Carregueu una nova foto d'aquest monument                              |
| Creu del camí dels Olors                                                      | Creus de terme       | Artà                      | 39° 42′ 38″ N, 3° 21′ 11″ E / 39.710618°N,3.352955°E   | RI-51-0010254 | Creu del camí dels Olors (Artà) · Vegeu més fotos d'aquest monument · Carregueu una nova foto d'aquest monument                                  |
| Creu de la Colònia de Sant Pere                                               | Creus de terme       | Artà Colònia de Sant Pere | 39° 44′ 16″ N, 3° 17′ 09″ E / 39.737893°N,3.285757°E   | RI-51-0010255 | Carregueu una nova foto d'aquest monument |
| Almudaina d'Artà                                                              | Arq. defensiva       | Artà                      | 39° 41′ 47″ N, 3° 21′ 13″ E / 39.696326°N,3.353676°E   | RI-51-0008345 | Almudaina d'Artà · Vegeu més fotos d'aquest monument · Carregueu una nova foto d'aquest monument                                                 |
| Talaia Morella                                                                | Arq. defensiva       | Artà Cap Farrutx          | 39° 46′ 50″ N, 3° 20′ 57″ E / 39.780488°N,3.349148°E   | RI-51-0008346 | Talaia Morella (Artà) · Modifica el valor a Wikidata · Carregueu una nova foto d'aquest monument                                                 |
| Torre des Matzoc / Torre d'Albarca (d'Aubarca)                                | Arq. defensiva       | Artà                      | 39° 45′ 48″ N, 3° 24′ 12″ E / 39.763237°N,3.403216°E   | RI-51-0008347 | Torre des Matzoc / Torre d'Albarca (Artà) · Vegeu més fotos d'aquest monument · Carregueu una nova foto d'aquest monument                        |
| Sa Canova                                                                     | Arq. defensiva       | Artà                      | 39° 42′ 23″ N, 3° 15′ 36″ E / 39.706292°N,3.260037°E   | RI-51-0008348 | Carregueu una nova foto d'aquest monument |
| Sa Devesa de Farrutx                                                          | Arq. defensiva       | Artà                      | 39° 43′ 17″ N, 3° 16′ 45″ E / 39.721467°N,3.279156°E   | RI-51-0008349 | Sa Devesa de Farrutx (Artà) · Modifica el valor a Wikidata · Carregueu una nova foto d'aquest monument                                           |
| Sa Duaia de Dalt                                                              | Arq. defensiva       | Artà                      | 39° 43′ 30″ N, 3° 23′ 06″ E / 39.72511°N,3.384934°E    | RI-51-0008350 | Carregueu una nova foto d'aquest monument |
| Son Catiu                                                                     | Arq. defensiva       | Artà                      | 39° 40′ 32″ N, 3° 22′ 36″ E / 39.67559°N,3.376783°E    | RI-51-0008351 | Carregueu una nova foto d'aquest monument |
| Son Morei                                                                     | Arq. defensiva       | Artà                      | 39° 43′ 49″ N, 3° 20′ 03″ E / 39.730305°N,3.334296°E   | RI-51-0008352 | Carregueu una nova foto d'aquest monument |
| Turó fortificat de s'Alqueria Vella d'Avall / Puig Genet                      | Monument arqueològic | Artà                      | 39° 44′ 00″ N, 3° 20′ 07″ E / 39.733412°N,3.335240°E   | RI-51-0001761 | Carregueu una nova foto d'aquest monument |
| Turó fortificat de s'Alqueria Vella d'Avall / Puig Figuer                     | Monument arqueològic | Artà                      | 39° 44′ 04″ N, 3° 20′ 11″ E / 39.734400°N,3.336295°E   | RI-51-0001762 | Turó fortificat de s'Alqueria Vella d'Avall / Puig Figuer (Artà) · Vegeu més fotos d'aquest monument · Carregueu una nova foto d'aquest monument |
| Habitacions prehistòriques de s'Alqueria Vella d'Avall / Coll de sa Barretera | Monument arqueològic | Artà                      | 39° 44′ 03″ N, 3° 20′ 17″ E / 39.734215°N,3.338173°E   | RI-51-0001763 | Carregueu una nova foto d'aquest monument |
| Talaiot de s'Ametlerar / Puig de sa Pleta                                     | Monument arqueològic | Artà                      |                                                        | RI-51-0001764 | Carregueu una nova foto d'aquest monument |
| Necròpolis de la vila d'Artà / Abeurador                                      | Monument arqueològic | Artà                      | 39° 41′ 50″ N, 3° 21′ 16″ E / 39.697297°N,3.354420°E   | RI-51-0001765 | Carregueu una nova foto d'aquest monument |
| Cova des Cabanells / Can Cosme                                                | Monument arqueològic | Artà                      |                                                        | RI-51-0001766 | Carregueu una nova foto d'aquest monument |
| Cova de Can Canals / Cova de s'Alga                                           | Monument arqueològic | Artà                      | 39° 43′ 55″ N, 3° 19′ 08″ E / 39.732016°N,3.319013°E   | RI-51-0001767 | Carregueu una nova foto d'aquest monument |
| Necròpolis de Can Canals / Can Puntillo                                       | Monument arqueològic | Artà                      |                                                        | RI-51-0001768 | Carregueu una nova foto d'aquest monument |
| Talaiot de sa Canova de Morell / sa Clova des Xot                             | Monument arqueològic | Artà Colònia de Sant Pere | 39° 42′ 49″ N, 3° 15′ 46″ E / 39.713515°N,3.262812°E   | RI-51-0001770 | Talaiot de sa Canova de Morell / sa Clova des Xot (Artà) · Vegeu més fotos d'aquest monument · Carregueu una nova foto d'aquest monument         |
| Sa Canova de Morell / Ses Llenques                                            | Monument arqueològic | Artà Colònia de Sant Pere | 39° 42′ 41″ N, 3° 15′ 48″ E / 39.711252°N,3.263386°E   | RI-51-0001771 | Sa Canova de Morell / Ses Llenques (Artà) · Vegeu més fotos d'aquest monument · Carregueu una nova foto d'aquest monument                        |
| Restes prehistòriques de sa Canova de Morell / Es Molinot                     | Monument arqueològic | Artà Colònia de Sant Pere | 39° 42′ 11″ N, 3° 15′ 43″ E / 39.703146°N,3.261956°E   | RI-51-0001772 | Carregueu una nova foto d'aquest monument |
| Restes prehistòriques de sa Canova de Morell / Punta de sa Barraca            | Monument arqueològic | Artà Colònia de Sant Pere | 39° 43′ 53″ N, 3° 15′ 23″ E / 39.731279°N,3.256461°E   | RI-51-0001773 | Carregueu una nova foto d'aquest monument |
| Necròpoli de sa Canova de Morell / Punta de sa Barraca                        | Monument arqueològic | Artà Colònia de Sant Pere | 39° 43′ 54″ N, 3° 15′ 48″ E / 39.731535°N,3.263230°E   | RI-51-0001774 | Carregueu una nova foto d'aquest monument |
| Cova de Canova de Morell / Es Rafal Pai                                       | Monument arqueològic | Artà                      | 39° 42′ 22″ N, 3° 14′ 52″ E / 39.706151°N,3.247805°E   | RI-51-0001775 | Carregueu una nova foto d'aquest monument |
| Talaiot de sa Canova de Morell / Es Bosc des Callés                           | Monument arqueològic | Artà Colònia de Sant Pere | 39° 42′ 28″ N, 3° 14′ 51″ E / 39.707692°N,3.247403°E   | RI-51-0001776 | Carregueu una nova foto d'aquest monument |
| Turó de sa Canova de Morell / Sa Figuera Borda                                | Monument arqueològic | Artà Colònia de Sant Pere | 39° 43′ 45″ N, 3° 15′ 34″ E / 39.729300°N,3.259487°E   | RI-51-0001777 | Carregueu una nova foto d'aquest monument |
| Talaiot de Carrossa / Es Jardí d'en Martí                                     | Monument arqueològic | Artà                      |                                                        | RI-51-0001778 | Carregueu una nova foto d'aquest monument |
| Talaiot de Carrossa / Sa Talaieta                                             | Monument arqueològic | Artà                      |                                                        | RI-51-0001779 | Carregueu una nova foto d'aquest monument |
| Talaiot des Claper                                                            | Monument arqueològic | Artà                      | 39° 42′ 04″ N, 3° 21′ 41″ E / 39.701167°N,3.361446°E   | RI-51-0001780 | Carregueu una nova foto d'aquest monument |
| Conjunt prehistòric de sa Corballa                                            | Monument arqueològic | Artà                      | 39° 40′ 41″ N, 3° 22′ 11″ E / 39.678147°N,3.369714°E   | RI-51-0001781 | Carregueu una nova foto d'aquest monument |
| Conjunt prehistòric de sa Cova                                                | Monument arqueològic | Artà                      | 39° 44′ 44″ N, 3° 23′ 29″ E / 39.745652°N,3.391434°E   | RI-51-0001782 | Carregueu una nova foto d'aquest monument |
| Cova de sa Cova / Davall ses cases                                            | Monument arqueològic | Artà                      | 39° 44′ 21″ N, 3° 23′ 08″ E / 39.739112°N,3.385686°E   | RI-51-0001783 | Carregueu una nova foto d'aquest monument |
| Habitacions prehistòriques de sa Devesa / Arenalet de Son Colom               | Monument arqueològic | Artà                      | 39° 44′ 48″ N, 3° 17′ 37″ E / 39.74676°N,3.29366°E     | RI-51-0001784 | Carregueu una nova foto d'aquest monument |
| Conjunt prehistòric de sa Devesa / Can Pa amb oli                             | Monument arqueològic | Artà Colònia de Sant Pere | 39° 44′ 47″ N, 3° 18′ 06″ E / 39.746488°N,3.301571°E   | RI-51-0001785 | Carregueu una nova foto d'aquest monument |
| Talaiot de sa Devesa / Can Pentinat                                           | Monument arqueològic | Artà Colònia de Sant Pere | 39° 44′ 06″ N, 3° 16′ 49″ E / 39.735099°N,3.280165°E   | RI-51-0001786 | Carregueu una nova foto d'aquest monument |
| Cova de sa Devesa / Es Turó des Molí                                          | Monument arqueològic | Artà Colònia de Sant Pere | 39° 44′ 18″ N, 3° 16′ 53″ E / 39.738430°N,3.281264°E   | RI-51-0001787 | Carregueu una nova foto d'aquest monument |
| Restes prehistòriques de Sa Duaia de Dalt / Ses Cases                         | Monument arqueològic | Artà                      | 39° 43′ 31″ N, 3° 23′ 07″ E / 39.725148°N,3.385141°E   | RI-51-0001788 | Carregueu una nova foto d'aquest monument |
| Habitacions prehistòriques de ses Eretes / Ets Antigons                       | Monument arqueològic | Artà                      | 39° 40′ 48″ N, 3° 18′ 28″ E / 39.679968°N,3.307695°E   | RI-51-0001789 | Carregueu una nova foto d'aquest monument |
| Talaiot de s'Estelrica / Can Terres                                           | Monument arqueològic | Artà                      | 39° 40′ 30″ N, 3° 21′ 03″ E / 39.674980°N,3.350932°E   | RI-51-0001790 | Carregueu una nova foto d'aquest monument |
| Cova de Morell / Coves Bartolines                                             | Monument arqueològic | Artà                      | 39° 42′ 38″ N, 3° 15′ 59″ E / 39.7105348°N,3.2664344°E | RI-51-0001791 | Carregueu una nova foto d'aquest monument |
| Talaiot dels Olors / Claperot d'en Bossa                                      | Monument arqueològic | Artà                      | 39° 43′ 09″ N, 3° 22′ 31″ E / 39.719234°N,3.375308°E   | RI-51-0001792 | Carregueu una nova foto d'aquest monument |
| Poblat murat de ses Païsses / S'Alzinar                                       | Monument arqueològic | Artà                      | 39° 41′ 14″ N, 3° 21′ 13″ E / 39.687222°N,3.353611°E   | RI-51-0001793 | Poblat murat de ses Païsses / S'Alzinar (Artà) · Vegeu més fotos d'aquest monument · Carregueu una nova foto d'aquest monument                   |
| Poblat murat de ses Païsses                                                   | Monument arqueològic | Artà                      | 39° 41′ 13″ N, 3° 21′ 18″ E / 39.686861°N,3.354957°E   | RI-51-0001794 | Poblat murat de ses Païsses (Artà) · Vegeu més fotos d'aquest monument · Carregueu una nova foto d'aquest monument                               |
| Cova de ses Pastores / Cova d'en Jordi                                        | Monument arqueològic | Artà                      |                                                        | RI-51-0001795 | Carregueu una nova foto d'aquest monument |
| Restes prehistòriques des Puig Badei                                          | Monument arqueològic | Artà                      | 39° 42′ 31″ N, 3° 21′ 17″ E / 39.708576°N,3.354718°E   | RI-51-0001796 | Carregueu una nova foto d'aquest monument |
| Restes prehistòriques des Puig de s'Almudaina                                 | Monument arqueològic | Artà                      |                                                        | RI-51-0001797 | Carregueu una nova foto d'aquest monument |
| Conjunt prehistòric des Pujols Grans                                          | Monument arqueològic | Artà                      | 39° 41′ 41″ N, 3° 21′ 47″ E / 39.694774°N,3.362929°E   | RI-51-0001798 | Carregueu una nova foto d'aquest monument |
| Restes prehistòriques des Racó / Baix de sa Trona                             | Monument arqueològic | Artà                      | 39° 42′ 28″ N, 3° 22′ 16″ E / 39.707877°N,3.371039°E   | RI-51-0001799 | Carregueu una nova foto d'aquest monument |
| Conjunt prehistòric de Salma Vell / Talaietes des Camp Verinal                | Monument arqueològic | Artà                      | 39° 39′ 21″ N, 3° 18′ 45″ E / 39.655726°N,3.312484°E   | RI-51-0001800 | Carregueu una nova foto d'aquest monument |
| Poblat murat de sa Serra / Coll d'en Petro                                    | Monument arqueològic | Artà                      | 39° 43′ 24″ N, 3° 20′ 08″ E / 39.723419°N,3.335658°E   | RI-51-0001801 | Carregueu una nova foto d'aquest monument |
| Turó de Son Bauçà / Puig des Tres Termes                                      | Monument arqueològic | Artà                      | 39° 40′ 16″ N, 3° 23′ 32″ E / 39.671243°N,3.392304°E   | RI-51-0001802 | Carregueu una nova foto d'aquest monument |
| Restes prehistòriques de Son Cardaix                                          | Monument arqueològic | Artà                      | 39° 39′ 26″ N, 3° 19′ 12″ E / 39.657138°N,3.320067°E   | RI-51-0001803 | Carregueu una nova foto d'aquest monument |
| Talaiot de Son Catiu / Claperot des Clot Fiol                                 | Monument arqueològic | Artà                      | 39° 41′ 04″ N, 3° 22′ 37″ E / 39.684431°N,3.376978°E   | RI-51-0001804 | Talaiot de Son Catiu / Claperot des Clot Fiol (Artà) · Vegeu més fotos d'aquest monument · Carregueu una nova foto d'aquest monument             |
| Restes prehistòriques de Son Fortesa / Son Calletes                           | Monument arqueològic | Artà                      | 39° 41′ 53″ N, 3° 19′ 40″ E / 39.698096°N,3.327831°E   | RI-51-0001805 | Carregueu una nova foto d'aquest monument |
| Conjunt prehistòric Son Morei Vell / Sa Vinyassa                              | Monument arqueològic | Artà                      | 39° 43′ 50″ N, 3° 20′ 08″ E / 39.730438°N,3.335693°E   | RI-51-0001806 | Carregueu una nova foto d'aquest monument |
| Talaiot de Son Roca / Pont d'en Pentinat                                      | Monument arqueològic | Artà                      |                                                        | RI-51-0001807 | Carregueu una nova foto d'aquest monument |
| Talaiot de Son Sureda Vell / Es Corral                                        | Monument arqueològic | Artà                      | 39° 42′ 30″ N, 3° 19′ 44″ E / 39.708301°N,3.328936°E   | RI-51-0001808 | Carregueu una nova foto d'aquest monument |
| Talaiot de Son Sureda Vell / S'Alt des Camp d'Enmig                           | Monument arqueològic | Artà                      | 39° 42′ 35″ N, 3° 19′ 24″ E / 39.709758°N,3.323343°E   | RI-51-0001809 | Carregueu una nova foto d'aquest monument |
| Restes prehistòriques de Son Sureda Vell / Ses Madrioles                      | Monument arqueològic | Artà                      | 39° 43′ 24″ N, 3° 18′ 54″ E / 39.723287°N,3.315122°E   | RI-51-0001810 | Carregueu una nova foto d'aquest monument |
| Talaiot de sa Talaieta / Camí de na Maians                                    | Monument arqueològic | Artà                      | 39° 41′ 25″ N, 3° 22′ 43″ E / 39.690391°N,3.378533°E   | RI-51-0001811 | Talaiot de sa Talaieta / Camí de na Maians (Artà) · Carregueu una nova foto d'aquest monument                                                    |